# Xã Cleveland, Quận Brule, South Dakota
Xã Cleveland (tiếng Anh: Cleveland Township) là một xã thuộc quận Brule, tiểu bang Nam Dakota, Hoa Kỳ. Năm 2010, dân số của xã này là 91 người.